# Moncho Monsalve
José Manuel « Moncho »Monsalve Fernández, né le 1er janvier 1945, à Medina del Campo, en Espagne, est un ancien joueur et entraîneur espagnol de basket-ball. Il évolue au poste de pivot.

## Palmarès
Joueur
- Champion d'Espagne 1964, 1965, 1966
- Coupe du Roi 1965, 1966, 1967
- Coupe des clubs champions 1964, 1965, 1967
- Finaliste des Jeux méditerranéens de 1963

Entraîneur
- Finaliste du CentroBasket 1995
- Vainqueur du championnat des Amériques 2009